# 毕惠义
毕惠义（1941年—），山东邹平人，中国人民解放军将领、中国人民解放军海军中将。 
2001年，授予中国人民解放军海军中将，曾任海军政治部主任。 